# Nysten-Regel
Die Nysten-Regel (auch: Nysten'sche Regel) beschreibt den sequentiellen Eintritt der Totenstarre an den verschiedenen Muskelgruppen. Die grundsätzliche Abfolge der erstarrenden Körperpartien sieht wie folgt aus:
1. Kiefer
2. Nacken
3. obere Extremität
4. untere Extremität

Die Regel tritt nicht bei allen Fällen wie beschrieben ein. Insbesondere kommt es darauf an, welche Muskelgruppen vor dem Tod noch beansprucht wurden – dort tritt die Totenstarre dann zuerst ein.
Sie verdankt ihren Namen dem französischen Kinderarzt und Fachbuchautor Pierre-Hubert Nysten (1771–1818).